# Вермеш (Бістріца-Несеуд)
Вермеш (рум. Vermeș) — село у повіті Бистриця-Несеуд в Румунії. Входить до складу комуни Лекінца.
Село розташоване на відстані 316 км на північний захід від Бухареста, 19 км на південний захід від Бистриці, 60 км на північний схід від Клуж-Напоки.

## Населення
За даними перепису населення 2002 року у селі проживали 899 осіб.
Національний склад населення села:
| Національність | Кількість осіб | Відсоток |
| -------------- | -------------- | -------- |
| румуни         | 599            | 66,6%    |
| цигани         | 258            | 28,7%    |
| угорці         | 40             | 4,4%     |

Рідною мовою назвали:
| Мова      | Кількість осіб | Відсоток |
| --------- | -------------- | -------- |
| румунська | 711            | 79,1%    |
| циганська | 152            | 16,9%    |
| угорська  | 36             | 4,0%     |